# Nationalpark Thy
Nationalpark Thy er Danmarks første nationalpark, og blev oprettet i 2007, med officiel indvielse den 22. august 2008. Området omfatter 24.370 ha og strækker sig over et op til 12 km bredt bælte fra Agger Tange i syd til Hanstholm i nord. I den nordligste del Nationalpark Thy er 5.040 hektar udpeget til Naturnationalpark Hanstholm; området består af Hanstholm Vildtreservat, Tved og Vilsbøl Klitplantager. 

## Natur- og landskabsværdier
Den vestlige del af Thy er formet af århundreders sandflugt og rummer i dag store nationale og internationale natur- og landskabsværdier i form af kyst, klitter, klitheder, søer og klitplantager.
Området kan karakteriseres ved stor skala, åbenhed, uberørthed, stilhed og sjældne naturtyper. Hertil kommer et spændende og værdifuldt samspil mellem kulturhistorie og natur, som er en bærende del af ideen om en nationalpark i Thy.
Blandt de sjældne naturtyper er f.eks. de rene klare lobeliesøer som findes her. Enkelte er endog karakteriseret som kransnålalge-søer, som Nors Sø ved Hanstholm Vildtreservat i den nordlige ende af parken.

### Landskabet i Nationalpark Thy
Det vestlige Thy var indtil for 4.000 år siden et øhav. Landet har siden hævet sig, og havet har mange steder trukket sig nogle kilometer tilbage. Stenalderens kyst står dog stadig frem nogle steder som indlandsskrænter. Den ses blandt andet ved Nors og Vandet Søer, omkring Hanstholm Knuden og ikke mindst langs østkanten af Hanstholm Vildtreservat, hvor især Blegsøskrænten trækker en skarp linje mellem det høje kalkplateau og det sandede lavland.
Landhævningen bragte store mængder sand for dagens lys, og det gav grundlag for den sandflugt, som i høj grad præger nutidens landskab. Både i forhistorisk og i historisk tid har der været perioder med sandflugt, afbrudt af lange stabile tidsrum. Undersøgelser viser, at sandflugten er kommet i perioder med koldt klima.
Klitlandskaberne i Thy i dag er tilsammen et resultat af sandflugtsperioderne. Generelt er klitterne nærmest havet dannet under den seneste sandflugt, mens det modsatte er tilfældet for de klitter, som befinder sig i plantagerne længst mod øst.

### Naturen i Nationalpark Thy
Thy er karakteriseret ved en stor alsidighed fra den salte strand og de flade, sandede områder i vest til det bakkede og frugtbare landbrugsland i øst. De naturtyper, som kendetegner Nationalparken er klitter, klitheder, klitplantager, kalkskrænter, lobeliesøer, de store søer samt strandenge og laguner længst mod syd.

#### Klitter og klitheder
Nationalpark Thy indeholder en stor sammenhængende del af landets samlede klitareal. Klitlandskabet er meget dynamisk og kan have markante variationer, selv på korte afstande. De forskellige klittyper er repræsenteret i nationalparken lige fra forstrande med begyndende klitdannelse, over de hvide klitter, der er karakteriseret ved fortsat sandfygning, til de mere stabile klitformer, den kalkrige og frodige grønne klit samt den mere tørre grå klit.
Den grå klit går gradvist over i klithede, der er kendetegnet ved en sammenhængende vegetation af dværgbuske som revling, hedelyng, klokkelyng og mosebølle. Klitheden er en mosaik af tørre områder med store klitformationer og afblæsningsflader med midlertidige søer og våde klitlavninger. Især sidstnævnte rummer mange sjældne plantearter.
De største og mest betydende klitheder i nationalparken er Hanstholm Vildtreservat, Vangså Hede, Ålvand Klithede og området mellem Stenbjerg og Lodbjerg. En stor bestand af krondyr samt trane, hjejle og tinksmed yngler her.

#### Søerne i nationalparken
Der er en lang række af klare, renvandede lobeliesøer i Nationalpark Thy. Her er både tale om mindre søer ude på hederne eller i plantagerne, men også nogle af områdets store søer som Vandet Sø og Nors Sø er karakteriseret som lobeliesøer og er de eneste steder i Danmark, hvor liden najade vokser.
Blandt øvrige sjældne vandplanter, som findes i lobeliesøerne i Thy er ud over karakterplanten tvepibet lobelie, begge de sjældne arter gulgrøn og sortgrøn brasenføde samt korsblomsten sylblad.
I den sydlige del af nationalparken ligger Ørum Sø og den brakvandede Flade Sø. Begge søer var tidligere en del af Krik Vig og er meget lavvandede.

#### Klitplantager
De nuværende klitplantager i Thy er et resultat af en lang og målrettet indsats for at beplante klithederne. Indsatsen var motiveret af lokalbefolkningens ønske om at stoppe sandflugten og erstatte hederne med mere produktive arealer med skovdrift.
De første forsøg i begyndelsen af 1800-tallet slog fejl, og det gælder også den allerførste, Thagaards Plantage. Det var først omkring midten af århundredet, at man fandt egnede metoder og træarter. I dag er plantagerne en del af det landskab, der kendetegner Thy, og de giver gode muligheder for at udøve aktive former for friluftsliv.
Som en del af den naturforbedrende indsats i nationalparken bliver fremmede træsorter erstattet med hjemmehørende arter, og nogle steder er plantagen blevet fældet for at skabe plads til mere sammenhængende klithede.

#### Kalkskrænterne
Undergrundens højtliggende lag af kalk kommer nogle steder til syne i gamle havskrænter fra stenalderen. De findes især i den nordlige del af nationalparken og rummer en særpræget flora, der er meget forskellig fra de sandede klitheder og plantager. Her gror blandt andet arter af ensian, hvidgrå draba og bakkefnokurt samt ikke mindst klitøjentrøst, som på verdensplan kun findes i Nordjylland.

#### Strandenge og laguner
Allerlængst mod syd i nationalparken ligger Agger Tange omgivet af diger og beskyttet af høfder mod Vesterhavet. Mellem digerne er der udstrakte strandenge vekslende med lavvandede laguner, omgivet af rørskove.
Titusinder af fugle slår hvert forår og efterår vejen forbi tangen. Da det er en oplagt plads for rast og fouragering på fuglenes trækrute langs den jyske vestkyst.

## Aftale om største sammenhængende naturareal på land i Danmark
Nationalpark Thy er en del af det  største sammenhængende naturareal på land i Danmark, der blev oprettet  med en aftale 2. juni 2025. Aftalen blev indgået mellem nogle af Danmarks største naturfonde (15. juni Fonden, Den Danske Naturfond, Aage V. Jensen Naturfond), Naturstyrelsen, Thisted- og Jammerbugt Kommuner samt Nationalpark Thy. Man vil skabe Danmarks største sammenhængende naturområde på land med over 400 km² natur, der skal strække sig fra den sydlige del af Thy til den østlige del af Han Herred. Man vil binde eksisterende naturområder sammen ved at udvide dem og skabe nye naturområder og skov.
- Stor kobbersneppe yngler i Thy National Park. Den er 'næsten truet' (NT) på globalt plan og meget sjælden i Danmark som ynglefugl.
- Den store herkulesmyre (Camponotus herculeanus) lever i klitplantagerne her. Den er sjælden i resten af Danmark.[3]
- Plantagerne standsede den destruktive sandflugt, men det tog mere end 100 år. Tved klitplantage.
- En del af udpegnings-grundlaget for Nationalpark Thy er de klare lobeliesøer. Her er det Tormål i Hanstholm Vildtreservat.

## Større arrangementer
Siden 2009, har der den første lørdag i september været arrangeret Nationalpark Thy Marathon. Udover marathonløbet er det også muligt at løbe halvmarathon, kvartmarathon, samt at gå marathonløbets distance.